# Kurt Adolff
Kurt Emil Adolff (Stoccarda, 5 novembre 1921 – Kreuth am Tegernsee, 24 gennaio 2012) è stato un pilota automobilistico tedesco.
Partecipò al Gran Premio di Germania 1953 a bordo di una Ferrari privata. Non porterà a termine la gara. Dopo l'esperienza in Formula 1 otterrà discreti successi nei campionati Cronoscalata e Turismo.
È morto nel 2012 all'età di 90 anni.

## Risultati in Formula 1
| 1953 | Scuderia       | Vettura     |  |  |  |  |  |  |     |  |  | Punti | Pos. |
| ---- | -------------- | ----------- |  |  |  |  |  |  | --- |  |  | ----- | ---- |
| 1953 | Ecurie Espadon | Ferrari 166 |  |  |  |  |  |  | Rit |  |  | 0     |      |

| Legenda | 1º posto     | 2º posto | 3º posto    | A punti         | Senza punti/Non class.  | Grassetto – Pole position Corsivo – Giro più veloce |
| Legenda | Squalificato | Ritirato | Non partito | Non qualificato | Solo prove/Terzo pilota | Grassetto – Pole position Corsivo – Giro più veloce |